# Gerknäs Andelshandel
Gerknäs Andelshandel m.b.t. var en andelshandel i Lojo i landskapet Nyland som grundades 25 november 1906. Andelshandeln såldes till Karis Andelshandel 1926. Dess verksamhet i Gerknäs i Lojo upphörde på 1970-talet.

## Historia
Gerknäs Andelshandels stadgar fastställdes den 22 januari 1907. En andel kostade 10 mark och totalt 58 jordbrukare ägde andelar i bolaget. Styrelseordförande var Johannes Cortez Backman. Bidragande till andelslagets grundande var till stor del nejdens herrgårdar samt Lojo kalkbruk.
År 1914 blev Gerknäs Andelshandel en del av Centrallaget för handelslagen i Finland (CHF). Samma år köptes också en egen affärsbyggnad.
På 1920-talet blev Sven Berglund från Aiskog i Sjundeå andelshandelns ordförande. Under hans tid såldes Gerknäs Andelshandel till Karis Andelshandel. Karis Andelshandel ordnade olika slags evenemang för sina medlemmar så som dans, kaffestunder och Karis brassbands konserter.
Senare fusionerade Karis Andelslag med andra andelslag i området som slutligen 2011 gick upp i det nybildade Varuboden-Osla Handelslag. Andelslagets verksamhet i Gerknäs upphörde på 1970-talet.